# Troubles au Xinjiang en 2008

Xinjiang

Les tensions ethniques dans le Xinjiang, une des cinq régions autonomes de la république populaire de Chine, située à son extrême ouest, ont une longue histoire et remontent à la dynastie Qing (1644-1911) qui a annexé le territoire dans les années 1700. Les Ouïghours, population d’origine turque et musulmane habitant la région ont à différents moments tenté d'obtenir l'autodétermination sans succès, le gouvernement central chinois ayant constamment réprimé les mouvements d'indépendance. Les autorités chinoises voient des groupes comme le Hizb ut-Tahrir al-Islami (le Parti Islamique de Libération) comme terroristes et leur attribuent la plupart des activités d'agitation des dernières années.

## Incidents
Le 18 mars 2008, une femme ouïghour aurait fait exploser une bombe sur un autobus à Urumqi, s'échappant avant l’explosion. Selon le International Herald Tribune, alors que les officiels nient l'incident, les rapports des habitants confirment l'attentat.
Le 23 mars 2008, les Ouïghours musulmans ont organisé des manifestations anti-gouvernementales dans la région de l'extrême ouest du Xinjiang. Les officiels chinois ont accusé les séparatistes de s'être inspirés des troubles au Tibet en 2008. Les manifestants ont occupé les rues lors du marché hebdomadaire de la ville d'Hotan. Les autorités maintenant un contrôle ferme sur l'information provenant de cette région, les rapports sur les morts ou les démentis ne purent être vérifiés d'une manière indépendante.
Après la mort en prison d'un riche Ouïghour, commerçant de jade philanthrope, Mutallip Hajim, 38 ans, des manifestations ont eu lieu. Les protestataires, qui selon plusieurs comptes rendus étaient environ 600, ont commencé leur marche à la gare routière de Lop. Un nombre inconnu d'hommes a rejoint leur marche de 2 km dans le secteur du Grand Bazar, où ils furent entourés par la police qui a arrêté environ 400 personnes.
Le New York Times a rapporté que les manifestants hissaient des bannières, criant des slogans pro-indépendance avant que les forces de police n’arrivent.
La police a arrêté 70 Ouïghours dans la ville oasis de Kashgar sur la route de la soie le 3 avril, craignant que des troubles ne surviennent lors du passage par la ville de la flamme olympique au mois de juin, a rapporté The Guardian.
Les habitants de communes et de villages près de Yining, une ville du nord-ouest du Xinjiang, disent qu’environ 25 Ouïghours ont été arrêtées le 4 avril, la police soupçonnant les gens du secteur de fabriquer des bombes.